# Stichting Molens in Menaldumadeel
De Stichting Molens in Menaldumadeel is een Nederlandse molenstichting, die is gevestigd in het Friese dorp Marssum.

## Beschrijving
De Stichting Molens in Menaldumadeel werd in 1975 door een aantal vrijwilligers opgericht met als doel de instandhouding van zo veel mogelijk windmolens in de gemeente Menaldumadeel, die in die tijd vaak in vervallen toestand verkeerden. Tot 2005 verwierf de stichting de eigendom van een achttal molens, die alle werden gerestaureerd en maalvaardig werden gemaakt. Het Wetterskip Fryslân heeft drie hiervan aangewezen als reservegemaal in geval van ernstige wateroverlast. De stichting, waarbij een aantal vrijwillige molenaars is aangesloten, heeft in Marssum een eigen werkplaats.

## Molens
De windmolens die de stichting in eigendom heeft zijn:
- Deinum: Heechhiem
- Dronrijp: Hatsumermolen, Kingmatille, De Poelen
- Marssum: Marssumermolen, Terpzigt
- Menaldum: De Kievit, De Rentmeester

Op de Amerikaanse windmotor Heechhiem na zijn deze alle tot rijksmonument verklaard.